# Gefecht bei Hodów
Das Gefecht bei Hodów am 11. Juni 1694 war Teil der Auseinandersetzung zwischen Polen-Litauen und tatarischen Truppen im Zusammenhang mit dem Großen Türkenkrieg.

## Auftakt
Anfang Juni 1694 überfielen tatarische Truppen Podolien, welches zu der Zeit zu Polen-Litauen gehörte. Zur Abwehr des Angriffs sandte Polen-Litauen sieben Banner (so genannte „Okopy Świętej Trójcy“) unter der Führung von Konstanty Zahorowski und „Szaniec Świętej Maryii“ unter der Führung von Mikołaj Tyszkowski in Form von Flügelhusaren und gepanzerten Reitern.

## Das Gefecht
Ein erstes Gefecht fand auf einem Acker in der Nähe von Hodów statt, bei dem die Polen die Vorhut der Tartaren zurückschlugen. Der Anführer der Husaren Mikołaj Tyszkowski geriet aber dabei in Gefangenschaft. Er wurde später freigekauft. Nach diesem Gefecht zogen sich die polnisch-litauischen Truppen angesichts der zahlenmäßigen Überlegenheit der Tataren nach Hodów zurück. Dort wehrten sie die Angriffe der Tataren mittels ihrer Handfeuerwaffen ab. Als ihnen die Munition ausging, sollen sie mit erbeuteten tatarischen Pfeilen, die sie in die Gewehrläufe steckten, weitergekämpft haben. Nach heutigen Geschichtsschreibern kämpften je nach Quelle insgesamt 25.000 bis 70.000 Tataren gegen 400 Flügelhusaren. Der polnische König Johann III. Sobieski sprach von 40.000 Tataren.
Als die Tataren die Verteidigungslinie der Flügelhusaren nicht überwinden konnten, entsandten sie Lipka-Tataren, die Polnisch sprachen, mit einer Aufforderung zur Kapitulation. Die Verteidiger lehnten dies ab, woraufhin sich die Tataren nach Kamieniec Podolski zurückzogen.

## Nachwirkungen
Während der Schlacht wurde die Mehrheit der Flügelhusaren verletzt, etwa einhundert starben. Konstanty Zahorowski ist drei Tage nach der Schlacht seinen Verletzungen erlegen.
Johann III. Sobieski gab den Flügelhusaren als Dank für ihren Einsatz Geld und Pferde und ließ 1695 ein Denkmal für sie errichten.
In Teilen der polnischen Geschichtsschreibung wird das Gefecht mit der Schlacht bei den Thermopylen verglichen.